# Вуса Гоголя
«Вуса Гоголя» — український літературний подкаст, який заснували влітку 2019 року одесити Вадим Кириленко та Микита Рибаков. Станом на осінь 2021 року записано 5 сезонів подкасту.

## Назва
За словами засновників подкасту, назва «Вуси Гоголя» несе метафору на те, що вони з гумором обговорюють серйозну літературу: «Вуса — забавно, Гоголь — круто». Цим хлопці віддають пошану відомому письменнику-українцю Миколі Гоголю.

## Історія
Подкаст заснували влітку 2019 року одесити Вадим Кириленко та Микита Рибаков. На створення «Вусів Гоголя» Вадима надихнув подкаст «The Drunk Guys Book Club», у якому ведучі п’ють пиво та обговорюють книжки у жартівливій манері. Перший випуск про роман «Дванадцять стільців» хлопці випустили 3 червня 2019 року і вже за один день набрали 1000 прослуховувань. Перші чотири сезони подкасту записані російською мовою, а з 5-го сезону, присвяченому українській літературі, «Вуси Гоголя» повністю перейшли на українську.
У вересні 2020 року «Вуса Гоголя» дали лекцію про Гаррі Поттера на культурній події «Літературний Кураж Базар» на ВДНГ, а в серпні 2021 року на вінтажному ринку Kyivness дали лекцію про перетин літератури та алкоголю.
Станом на літо 2021 року максимальна кількість прослуховувань одного епізоду «Вусів Гоголя» — 30 тисяч. Монетизація подкасту відбувається через платформу «Патреон», де хлопці пропонують своїм меценатам різні бонуси та закритий книжковий клуб. 
У вересні 2021 року «Вуса Гоголя» номінували на українську аудіопремію подкастерів «Слушно» у категорії «Найкраще ток-шоу».

## Епізоди
| Список епізодів | Список епізодів | Список епізодів | Список епізодів                                                                 | Список епізодів                                                       | Список епізодів | Список епізодів   |
| Сезон           | Сезон           | №               | Назва                                                                           | Тема                                                                  | Тривалість      | Дата виходу       |
| --------------- | --------------- | --------------- | ------------------------------------------------------------------------------- | --------------------------------------------------------------------- | --------------- | ----------------- |
|                 | 1               | 1               | Зачем Остап Бендер ищет стулья, если их можно купить в Икее                     | Роман «Дванадцять стільців» І. Ільфа та Є. Петрова                    | 30:03           | 3 червня 2019     |
|                 | 1               | 2               | Чем ревизор Гоголя отличается от ревизора на Новом Канале?                      | П’єса «Ревізор» Миколи Гоголя                                         | 27:46           | 18 червня 2019    |
|                 | 1               | 3               | Ремарк, ну че ты такой грустненький?                                            | Роман «Тріумфальна арка» Еріха Марія Ремарка                          | 32:56           | 2 липня 2019      |
|                 | 1               | 4               | Чехов — гений, миллиардер, плейбой, филантроп                                   | Повість «Палата № 6» Антона Чехова                                    | 32:55           | 16 липня 2019     |
|                 | 1               | 5               | Лермонтов, ну ты че такой крутой?                                               | Роман Михайла Лермонтова «Герой нашого часу»                          | 38:02           | 30 липня 2019     |
|                 | 1               | 6               | Зачем Шекспир всех убивал, если он не Тарантино?                                | П’єса Вільяма Шекспіра «Гамлет»                                       | 32:17           | 13 серпня 2019    |
|                 | 1               | 7               | Инструкция по убийству бабушек от Феди Достоевского                             | Роман Федора Достоєвського «Злочин та покарання»                      | 41:49           | 27 серпня 2019    |
|                 | 1               | 8               | Взрослая жизнь, авада кедавра!                                                  | Серія романів Джоан Роулінг «Гаррі Поттер»                            | 39:09           | 10 вересня 2019   |
|                 | 1               | 9               | Инструкция по растлению малолетних от Набокова                                  | Роман Володимира Набокова «Лоліта»                                    | 35:15           | 24 вересня 2019   |
|                 | 1               | 10              | Я календарь переверну, и снова 1984-й год                                       | Роман Джорджа Орвелла «1984»                                          | 40:00           | 8 жовтня 2019     |
|                 | 1               | 11              | Ще не вмерла Українка!                                                          | Драма-феєрія Лесі Українки «Лісова пісня»                             | 25:19           | 22 жовтня 2019    |
|                 | 2               | 1               | За Хемингуэя и двор стреляю в упор                                              | Роман Ернеста Хемінгуея «Прощавай, зброє!»                            | 34:42           | 26 листопада 2019 |
|                 | 2               | 2               | 28 лет без айфона и секса. Инструкция от Робинзона                              | Роман Данієля Дефо «Робінзон Крузо»                                   | 32:54           | 10 грудня 2019    |
|                 | 2               | 3               | Сэлинджер, а можно больше, чем один роман?                                      | Роман Джером Девіда Селінджера «Ловець у житі»                        | 35:30           | 24 грудня 2019    |
|                 |                 |                 | Специальный выпуск. Как не умереть от передозировки оливье?                     | Новорічний випуск                                                     | 31:27           | 28 грудня 2019    |
|                 | 2               | 4               | Овсяная Кафка на завтрак, безысходность на обед                                 | Оповідання Франца Кафки «Перевтілення»                                | 31:58           | 7 січня 2020      |
|                 | 2               | 5               | О май гад Буковски ты что крейзи столько бухать                                 | Роман Чарлза Буковскі «Жінки»                                         | 36:58           | 21 січня 2020     |
|                 | 2               | 6               | Большие проблемы маленького принца                                              | Повість Антуана де Сент-Екзюпері «Маленький принц»                    | 30:06           | 4 лютого 2020     |
|                 | 2               | 7               | Оскар Уайльд — самый модный человек в истории литературы                        | Роман Оскара Вайлда «Портрет Доріана Грея»                            | 34:18           | 18 лютого 2020    |
|                 | 2               | 8               | Страх и ненависть в Древней Греции                                              | Поема Гомера «Іліада»                                                 | 42:37           | 3 березня 2020    |
|                 |                 |                 | Специальный выпуск о том, что главные супергероини — это мамы                   |                                                                       | 29:27           | 8 березня 2020    |
|                 | 2               | 9               | Коктейль «Маргарита» для настоящего мастера                                     | Роман Михайла Булгакова «Майстер і Маргарита»                         | 41:11           | 17 березня 2020   |
|                 | 2               | 10              | Великий Фицджеральд                                                             | Роман Френсіса Скотта Фіцджеральда «Великий Гетсбі»                   | 30:52           | 31 березня 2020   |
|                 | 2               | 11              | Инструкция по хулиганству от Сережи Есенина                                     | Поезія Сергія Єсеніна                                                 | 34:51           | 14 квітня 2020    |
|                 |                 |                 | Специальный выпуск про Одесский художественный музей и его обитателей           | Одеський національний художній музей                                  | 47:19           | 24 квітня 2020    |
|                 | 3               | 1               | Дон Кихот vs Ветряные мельницы                                                  | Роман Мігеля де Сервантеса «Дон Кіхот»                                | 38:50           | 12 травня 2020    |
|                 | 3               | 2               | Нет подкаста печальнее на свете, чем подкаст о Ромео и Джульетте                | П’єса Вільяма Шекспіра «Ромео і Джульєтта»                            | 34:14           | 26 травня 2020    |
|                 |                 |                 | Усам Гоголя — ровно год. Подкаст о подкасте                                     | Спеціальний випуск                                                    | 21:53           | 4 червня 2020     |
|                 | 3               | 3               | Эдвард Каллен сексуален                                                         | Роман Стефені Маєр «Сутінки»                                          | 31:24           | 9 червня 2020     |
|                 | 3               | 4               | Инструкция по дедукции от Шерлока Холмса                                        | Серія детективів Артура Конана Дойла про Шерлока Холмса               | 31:07           | 23 червня 2020    |
|                 | 3               | 5               | Парни, не подскажете дорогу?                                                    | Роман Джека Керуака «В дорозі»                                        | 28:57           | 7 липня 2020      |
|                 | 3               | 6               | Владимир Владимирович, у вас облако в штанах!                                   | Поема Володимира Маяковського «Хмара в штанах»                        | 35:09           | 21 липня 2020     |
|                 | 3               | 7               | Как Брэдбери книжки сжигал                                                      | Роман Рея Бредбері «451 градус за Фаренгейтом»                        | 29:43           | 4 серпня 2020     |
|                 | 3               | 8               | Сережа Довлатов и внутренности его чемодана                                     | Розповіді Сергія Довлатова «Чемодан» та «Компроміс»                   | 34:48           | 18 серпня 2020    |
|                 | 3               | 9               | Один за всех, и все за одного                                                   | Роман Александра Дюма «Три мушкетери»                                 | 37:20           | 1 вересня 2020    |
|                 | 3               | 10              | В меру упитанный мужчина в самом расцвете сил!                                  | Повість «Малий і Карлсон, що живе на даху»                            | 22:59           | 16 вересня 2020   |
|                 | 3               | 11              | Сартр, если тебя тошнит, то выпей Мезим                                         | Роман Жана-Поля Сартра «Нудота»                                       | 31:10           | 29 вересня 2020   |
|                 | 4               | 1               | Прочитали Фауста и ничего не поняли                                             | П’єса Йоганна Вольфганга фон Гете «Фауст»                             | 36:42           | 3 листопада 2020  |
|                 | 4               | 2               | Почему мир Хаксли такой дивный?                                                 | Роман Олдоса Гакслі «Прекрасний новий світ»                           | 31:31           | 17 листопада 2020 |
|                 | 4               | 3               | Хоббит и Кольцо Всевластия                                                      | Роман Джона Толкіна «Володар перснів»                                 | 34:46           | 1 грудня 2020     |
|                 | 4               | 4               | Гордость и предубеждение                                                        | Роман Джейн Остін «Гордість і упередження»                            | 39:45           | 15 грудня 2020    |
|                 | 4               | 5               | Дары волхвов или как не дарить тупые подарки                                    | Новела О. Генрі «Дари волхвів»                                        | 25:51           | 29 грудня 2020    |
|                 | 4               | 6               | Следуй за Белым Кроликом или свободу Джонни Деппу                               | Дитячий роман-казка Льюїс Керрола «Аліса у Дивокраї»                  | 35:05           | 12 січня 2021     |
|                 | 4               | 7               | Ты слушаешь наш подкаст, но делаешь это без уважения                            | Роман Маріо П'юзо «Хрещений батько»                                   | 35:48           | 26 січня 2021     |
|                 | 4               | 8               | Матюки, убийства, голые сиськи. Короче, Игра престолов                          | Роман Джорджа Мартіна «Гра престолів»                                 | 33:10           | 9 лютого 2021     |
|                 |                 |                 | Ремесло #1. Режиссер Нариман Алиев о кино, Каннах и о том, как не снимать говно | Спеціальний випуск із Наріманом Алієвим                               | 46:11           | 18 лютого 2021    |
|                 | 4               | 9               | Зачем Гоголю мертвые души?                                                      | Роман Миколи Гоголя «Мертві душі»                                     | 33:27           | 23 лютого 2021    |
|                 |                 |                 | Ремесло #2. Блогер Рома Гений о популярности на ютубе, трендах и мета-юморе     | Спеціальний випуск із блогером Ромою Генієм                           | 41:53           | 1 квітня 2021     |
|                 | 5               | 1               | Справжні тореадори не в Іспанії, а в Васюківці                                  | Повість Всеволода Нестайка «Тореадори з Васюківки»                    | 28:25           | 18 травня 2021    |
|                 | 5               | 2               | «Як переїхати до міста» — інструкція від Підмогильного                          | Роман Валер’яна Підмогильного «Місто»                                 | 31:03           | 1 червня 2021     |
|                 | 5               | 3               | Навіщо ревуть воли і до чого тут ясла?                                          | Роман Панаса Мирного та Івана Білика Хіба ревуть воли, як ясла повні? | 28:25           | 15 червня 2021    |
|                 | 5               | 4               | Як Захар Беркут захищав свою землю                                              | Повість Івана Франка Захар Беркут                                     | 30:00           | 29 червня 2021    |
|                 | 5               | 5               | Чого Кайдаші постійно сваряться і що з цим робити                               | Повість Івана Нечуя-Левицького Кайдашева сім’я                        | 29:48           | 13 липня 2021     |
|                 | 5               | 6               | Як Мартин Боруля дворянином хотів стати                                         | П’єса Івана Карпенка-Карого «Мартин Боруля»                           | 28:41           | 27 липня 2021     |
|                 | 5               | 7               | Предки, яких ми забули, та їхні тіні                                            | Повість Михайла Коцюбинського «Тіні забутих предків»                  | 30:22           | 10 серпня 2021    |
|                 | 5               | 8               | Що Хвильовий знає про Романтику                                                 | Новела Миколи Хвильового Я, Романтика                                 | 31:54           | 25 серпня 2021    |
|                 | 5               | 9               | Що таке бути Людиною?                                                           | Повість Ольги Кобилянської «Людина»                                   | 28:53           | 7 вересня 2021    |
|                 |                 |                 | Non-fiction #1. Ювал Ной Харарі «Sapiens. Коротка історія людства»              | Книга Ювала Ноя Харарі «Sapiens. Коротка історія людства»             | 27:48           | 15 вересня 2021   |
|                 | 5               | 10              | Камінний хрест або як зупинити еміграцію                                        | Повість Ольги Кобилянської «Людина»                                   | 26:25           | 21 вересня 2021   |
|                 |                 |                 | Non-fiction #2. Білл Брайсон «Коротка історія майже всього на світі»            | Книга Білла Брайсона «Коротка історія майже всього на світі»          | 27:46           | 5 жовтня 2021     |
|                 | 5               | 11              | Таємничий світ Миколи Гоголя                                                    | Повісті Миколи Гоголя «Вій» і «Тарас Бульба»                          | 28:19           | 12 жовтня 2021    |
|                 |                 |                 | Non-fiction #3. Філ Найт «Продавець взуття»                                     | Книга Філа Найта «Продавець взуття»                                   | 25:33           | 20 жовтня 2021    |